# Пикколомини (лунный кратер)
Кратер Пикколомини (лат. Pickering) — большой ударный кратер в южном полушарии видимой стороны Луны. Название присвоено в честь итальянского астронома Алессандро Пикколомини (1508—1578) и утверждено Международным астрономическим союзом в 1935 г. Образование кратера относится к позднеимбрийскому периоду.

## Описание кратера
Ближайшими соседями кратера являются кратер Ротман на западе; кратер Фракасторо на западе; кратер Вейнек на востоке-северо-востоке; кратер Неандер на востоке; кратер Бреннер на юге-юго-востоке и кратер Штеберль на юго-западе. На северо-западе от кратера расположен уступ Алтай. Селенографические координаты центра кратера 29°42′ ю. ш. 32°12′ в. д. / 29,7° ю. ш. 32,2° в. д., диаметр 87,6 км, глубина 4200 м.
Кратер Пикколомини имеет полигональную форму и умеренно разрушен. Кромка вала несколько сглажена, в юго-восточной части вала находится понижение местности, пересеченное несколькими параллельными долинами и плавно спускающееся к дну чаши. Это понижение, вероятно, образовано обвалом вершины вала. Внутренний склон террасовидной структуры, широкий в южной части и значительно более узкий в северной. В северо-восточной части внутреннего склона находятся несколько вытянутых понижений. Высота вала над окружающей местностью в западной части достигает 4500 м, объём кратера составляет приблизительно 7200 км³. Дно чаши сравнительно ровное, в центре чаши расположен сложный массив пиков состоящих из анортозита (A) и габбро-норито-троктолитового анортозита с содержанием плагиоклаза 85-90 % (GNTA1).

## Сателлитные кратеры
| Пикколомини | Координаты                                            | Диаметр, км |
| ----------- | ----------------------------------------------------- | ----------- |
| A           | 26°26′ ю. ш. 30°22′ в. д. / 26,44° ю. ш. 30,36° в. д. | 15,1        |
| B           | 25°53′ ю. ш. 30°31′ в. д. / 25,89° ю. ш. 30,52° в. д. | 11,1        |
| C           | 25°20′ ю. ш. 31°08′ в. д. / 25,34° ю. ш. 31,13° в. д. | 25,3        |
| D           | 26°57′ ю. ш. 32°16′ в. д. / 26,95° ю. ш. 32,26° в. д. | 16,5        |
| E           | 26°10′ ю. ш. 31°47′ в. д. / 26,16° ю. ш. 31,78° в. д. | 18,4        |
| F           | 26°22′ ю. ш. 31°47′ в. д. / 26,36° ю. ш. 31,78° в. д. | 72,2        |
| G           | 27°16′ ю. ш. 34°43′ в. д. / 27,27° ю. ш. 34,72° в. д. | 16,7        |
| H           | 27°55′ ю. ш. 27°41′ в. д. / 27,92° ю. ш. 27,68° в. д. | 7,8         |
| J           | 25°01′ ю. ш. 30°08′ в. д. / 25,01° ю. ш. 30,14° в. д. | 30,0        |
| K           | 25°43′ ю. ш. 29°43′ в. д. / 25,72° ю. ш. 29,71° в. д. | 7,6         |
| L           | 26°08′ ю. ш. 33°45′ в. д. / 26,14° ю. ш. 33,75° в. д. | 12,3        |
| M           | 27°53′ ю. ш. 31°50′ в. д. / 27,88° ю. ш. 31,84° в. д. | 23,1        |
| N           | 27°22′ ю. ш. 26°16′ в. д. / 27,37° ю. ш. 26,26° в. д. | 8,7         |
| O           | 26°43′ ю. ш. 30°32′ в. д. / 26,72° ю. ш. 30,54° в. д. | 10,2        |
| P           | 30°31′ ю. ш. 35°54′ в. д. / 30,51° ю. ш. 35,9° в. д.  | 11,4        |
| Q           | 30°53′ ю. ш. 36°23′ в. д. / 30,88° ю. ш. 36,38° в. д. | 13,5        |
| R           | 29°19′ ю. ш. 35°20′ в. д. / 29,32° ю. ш. 35,33° в. д. | 14,7        |
| S           | 31°38′ ю. ш. 34°05′ в. д. / 31,64° ю. ш. 34,09° в. д. | 19,5        |
| T           | 28°32′ ю. ш. 29°04′ в. д. / 28,54° ю. ш. 29,07° в. д. | 7,2         |
| W           | 26°48′ ю. ш. 29°10′ в. д. / 26,8° ю. ш. 29,17° в. д.  | 5,5         |
| X           | 27°02′ ю. ш. 31°30′ в. д. / 27,03° ю. ш. 31,5° в. д.  | 7,9         |

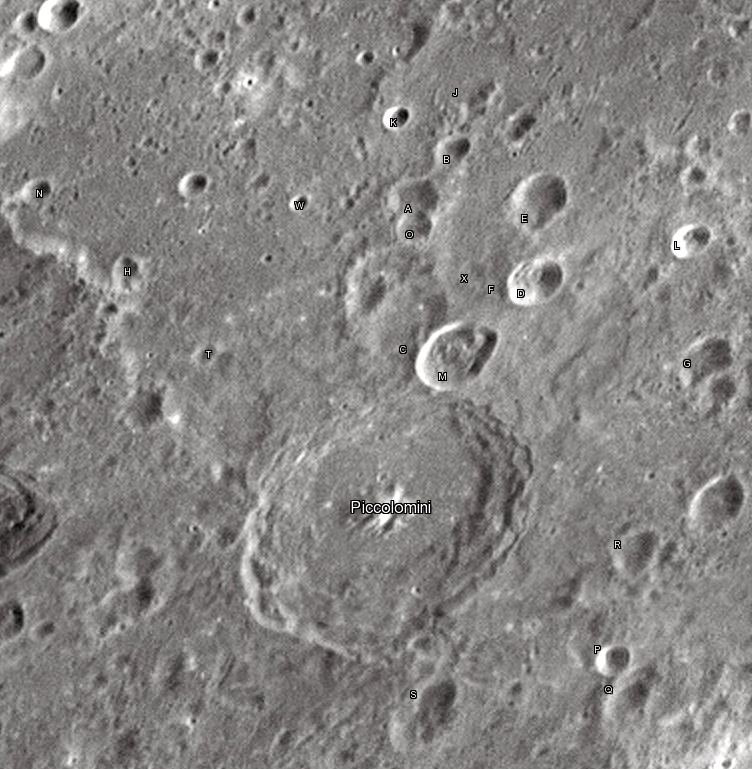
Снимок Девида Кемпбелла.

- Сателлитный кратер Пикколомини L включен в список кратеров с яркой системой лучей Ассоциации лунной и планетарной астрономии (ALPO)[7].

- Сателлитные кратеры Пикколомини E, G, Q, X включены в список кратеров с темными радиальными полосами на внутреннем склоне Ассоциации лунной и планетарной астрономии (ALPO)[8].